# Grevillea maxwellii
Grevillea maxwellii är en tvåhjärtbladig växtart som beskrevs av Mcgill.. Grevillea maxwellii ingår i släktet Grevillea och familjen Proteaceae. Inga underarter finns listade i Catalogue of Life.